# آمارانته
آمارانته (Amarante) یکی از شهرستان‌های کشور پرتغال است.